# Kuta Lintang
Kuta Lintang is een bestuurslaag in het regentschap Gayo Lues van de provincie Atjeh, Indonesië. Kuta Lintang telt 4.147 inwoners (volkstelling 2010).